# حمام دورباش
حمام دورباش مربوط به ۱۲۲۷ ه.ق (قرن سیزدهم ه.ق) است و در شهرستان تکاب، بخش مرکزی، دهستان انصار، روستای دورباش واقع شده و این اثر در تاریخ ۳۰ دی ۱۳۸۵ با شمارهٔ ثبت ۱۶۷۴۵ به‌عنوان یکی از آثار ملی ایران به ثبت رسیده است.